# لئونید شاپوشنیکوف
لئونید شاپوشنیکوف (اوکراینی: Леонід Анатолійович Шапошніков؛ زادهٔ ۳۰ اکتبر ۱۹۶۹) قایقران روئینگ اهل اوکراین است.وی همچنین از قایقرانان روئینگ بازی‌های المپیک تابستانی ۱۹۹۲ تا ۲۰۰۴ بوده است.